# Slam Tennis
Slam Tennis è un videogioco di tennis creato dalla Infogrames per PlayStation 2 e Xbox.
Ci sono 16 tennisti, fra cui Kafel'nikov, Moyá, Ferrero, 11 campi da tennis fra cui 4 speciali (spiaggia, discoteca, strada) e 4 mini giochi.